# Péas
Péas ist eine französische Gemeinde mit 65 Einwohnern (Stand: 1. Januar 2022) im Département Marne in der Region Grand Est (vor 2016 Champagne-Ardenne). Sie gehört zum Arrondissement Épernay und zum Kanton Sézanne-Brie et Champagne.

## Geografie
Péas liegt etwa 80 Kilometer ostsüdöstlich des Pariser Stadtzentrums. Umgeben wird Péas von den Nachbargemeinden Broyes im Norden und Westen, Allemant im Nordosten, Saint-Loup im Osten, Linthelles im Südosten, Saint-Remy-sous-Broyes im Süden sowie Sézanne im Westen und Südwesten.

## Bevölkerungsentwicklung
| Jahr                       | 1962 | 1968 | 1975 | 1982 | 1990 | 1999 | 2006 | 2011 | 2018 |
| -------------------------- | ---- | ---- | ---- | ---- | ---- | ---- | ---- | ---- | ---- |
| Einwohner                  | 113  | 113  | 74   | 67   | 54   | 71   | 68   | 68   | 67   |
| Quellen: Cassini und INSEE |      |      |      |      |      |      |      |      |      |

## Sehenswürdigkeiten

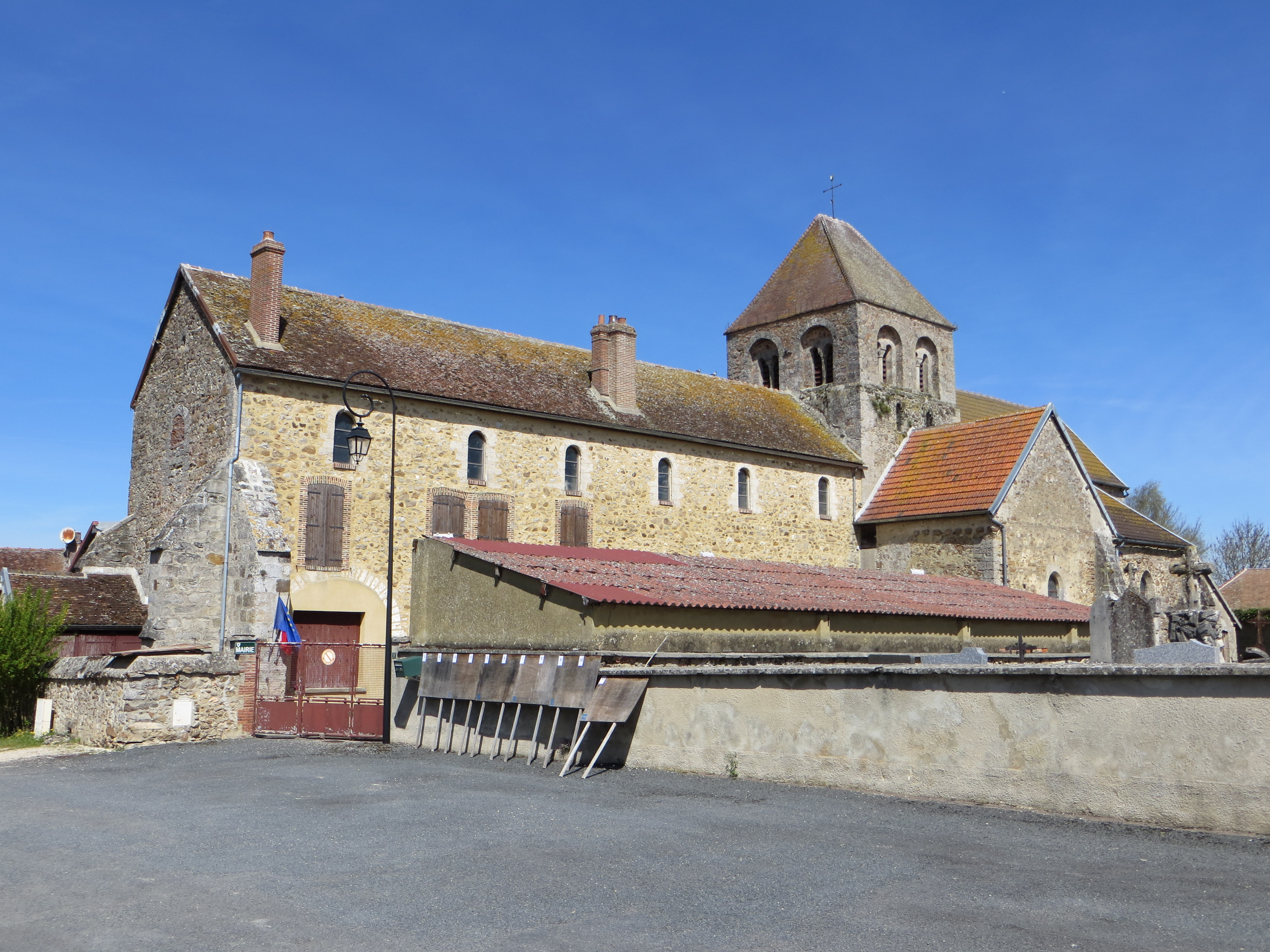
Kirche Saint-Didier

- Kirche Saint-Didier